# Coenotephria senilaria
Coenotephria senilaria là một loài bướm đêm trong họ Geometridae.